# Ronin (jeu vidéo)
Pour les articles homonymes, voir Ronin.
Ronin est un jeu vidéo d'action et de plates-formes au tour par tour développé par Tomasz Wacławek et édité par Devolver Digital, sorti en 2015 sur Windows, Mac, Linux, PlayStation 4 et PlayStation Vita.

## Accueil
- Gameblog : 7/10[1]
- Jeuxvideo.com : 16/20[2]
- PC Gamer US : 74 %[3]